# B-Sides (álbum de Avril Lavigne)
B-Sides también conocido como Let Go B-Sides es una recopilación promocional de la artista canadiense Avril Lavigne. Se publicó como un avance preliminar de su álbum debut Let Go lanzado posteriormente por Arista Records en 2002. Esta recopilación contiene las pistas no-incluidas y demos de la producción de Let Go. Fueron escritas y producidas durante el 2001 bajo la gestión de Nettwerk en Los Ángeles por Lavigne y el grupo de compositores The Matrix y el cantautor Cliff Magness ya que Arista la envió con McBride CEO de Nettwerk en el intento de hacer encajar su imagen y actitud con su voz.
Aunque Lavigne lanzó Let Go través de Arista, continuó trabajando bajo la gestión de Nettwerk.

## Demos y canciones distintas
- El demo «I Don't Give» es una versión explícita, la versión Clean está en su álbum debut «Let Go». En la explícita ella canta, «I don't give a damn; I don't give a shit», mientras que en la versión Clean ella canta, «I don't give it up; I don't give a damn».

- El demo «Get Over It» de este álbum canta «Don't turn around, or you will get punched in the face», una frase parecida a «Don't turn around, I'm sick and I'm tired of your face»  incluida en su segundo sencillo «Sk8er Boi» de su álbum debut Let Go (2002).

- Lavigne grabó dos canciones ambas llamadas «Take Me Away», la primera incluida en este B-Sides y la segunda en el álbum Under My Skin (2004).

- Brie Larson hizo un cover de «Falling Into History» en 2005.

## Lista de canciones
| N.º | Título                                                              | Escritor(es)                                          | Productor(es) | Duración |  |
| 1.  | «I Don't Give (versión demo)»                                       | Avril Lavigne                                         | The Matrix    | 3:31     |  |
| 2.  | «Why»                                                               | Lavigne y Peter Zizzo                                 | The Matrix    | 4:04     |  |
| 3.  | «Get Over It (versión demo)»                                        | Lavigne                                               | The Matrix    | 3:27     |  |
| 4.  | «Take Me Away - esta es diferente de Take Me Away de Under My Skin» | Lavigne, Lauren Christy, Graham Edwards y Scott Spock | The Matrix    | 3:29     |  |
| 5.  | «Headset»                                                           | Lavigne                                               | The Matrix    | 3:33     |  |
| 6.  | «Falling Into History»                                              | Lavigne                                               | The Matrix    | 4:08     |  |
| 7.  | «Falling Down»                                                      | Lavigne y The Matrix                                  | The Matrix    | 3:55     |  |
| 8.  | «Tomorrow You Didn't»                                               | Lavigne                                               | The Matrix    | 4:12     |  |
| 9.  | «Things I'll Never Say (versión demo)»                              | Lavigne y The Matrix                                  | The Matrix    | 3:43     |  |
| 10. | «All You Will Never Know»                                           | Lavigne y Terence Dover                               | The Matrix    | 3:40     |  |
| 11. | «Once and for Real»                                                 | Lavigne y Dover                                       | The Matrix    | 3:48     |  |
| 12. | «Make-Up»                                                           | Lavigne, Christy, Edwards y Spock                     | The Matrix    | 3:15     |  |
| 13. | «Not the Only One»                                                  | Lavigne, Curt Frasca y Sabelle                        | The Matrix    | 3:14     |  |
| 14. | «Stay (Be the One)»                                                 | Lavigne y Peter Zizzo                                 | The Matrix    | 3:52     |  |
| 15. | «Move Your Little Self On»                                          | Lavigne y Clif Magness                                | The Matrix    | 4:11     |  |
| 16. | «You Never Satisfy Me»                                              | Lavigne y Magness                                     | The Matrix    | 3:00     |  |
| 17. | «Let Go»                                                            | Lavigne                                               | The Matrix    | 4:10     |  |